# 谢家湾街道
谢家湾街道，是中华人民共和国重庆市九龙坡区下辖的一个乡镇级行政单位。

## 行政区划
谢家湾街道下辖以下地区：
劳动一村社区、劳动三村社区、民主村社区、大公馆社区、赵家山社区、渝中花园社区、谢家湾正街社区、鹅公岩社区、直港大道社区、袁家岗社区、黄家码头社区、解放台社区和华润.凌江社区。